# Alepidocline breedlovei
Alepidocline breedlovei là một loài thực vật có hoa trong họ Cúc. Loài này được (B.L.Turner) B.L.Turner mô tả khoa học đầu tiên năm 1990.